# ミッシェル・スミス
ミッシェル・メアリー・スミス（Michele Mary Smith、1967年6月21日 - ）は、アメリカ合衆国ニュージャージー州カリフォン出身の女子ソフトボール選手（投手）。左投左打。

## 経歴
- オクラホマ州立大学（オクラホマステート・カウガールズ（英語版））卒業。
- 1992年から日本の豊田自動織機でプレーしており、日本リーグで通算172勝、1962奪三振（ともに上野由岐子に抜かれるまでは歴代1位[2]）、完全試合を7度、ノーヒットノーランを13度も達成しており、バッティングでも首位打者を3度獲得している[3]。
- 1996年アトランタオリンピックと2000年シドニーオリンピックにソフトボールアメリカ代表として出場し、2度の金メダルに貢献した。アトランタにおいては世界で最も速い球を投げる投手（最速118km/h）と評された。
- 2006年、アメリカソフトボール協会殿堂入り。
- 2008年11月6日、本シーズン限りでの現役引退を表明。

## 詳細情報

### 日本リーグ時代
- MVP：8回
- 最優秀投手賞：8回
- 最多勝：2回
- ベストナイン：8回
- 首位打者：3回
- 打点王：1回

### 代表歴
- 1994年 - 第8回世界女子ソフトボール選手権（優勝）
- 1996年 - アトランタオリンピック（優勝）
- 1998年 - 第9回世界女子ソフトボール選手権（優勝）
- 2000年 - シドニーオリンピック（優勝）
- 2002年 - 第10回世界女子ソフトボール選手権（優勝）。本大会を最後にアメリカ代表を引退。